# Richard Reichensperger
Richard Reichensperger (* 30. Jänner 1961 in Salzburg; † 22. April 2004 in Wien) war ein österreichischer Journalist und Literaturkritiker.

## Leben
Richard Reichensperger studierte Rechtswissenschaft und danach Germanistik in Wien, Salzburg und Bonn. Thema seiner Dissertation war Robert Musil.
Reichensperger schrieb seit 1989 für die österreichische Tageszeitung Der Standard über Literatur, Theater und Philosophie. Zusätzlich war er Mitarbeiter der Akademie der Wissenschaften und Junior Fellow des Internationalen Forschungszentrums Kulturwissenschaften/IFK in Wien.
Richard Reichensperger starb am 22. April 2004 in Wien an den Folgen eines Sturzes.
Nach seinem Tod wurde mit (rire): Literaturkritik, Kulturkritik eine Sammlung von literatur- und kulturkritischen Artikeln und Gesprächen des Journalisten ediert.
Ilse Aichinger schrieb in der Artikelserie Schattenspiele über Reichensperger:

„Lesen konnte er tage- und nächtelang, an seinem Tisch oder liegend auf dem Bretterboden, immer so vertieft und lautlos, als wäre er schon fort. Er las jedes Wort, und er las sehr rasch. Einmal war er Julien Green nachgefahren, ohne ihn anzusprechen. Vor kurzem bei diesen Lektüren befragt, weshalb er sie nicht verschieben und sich dabei weniger hetzen und anstrengen könne, bemerkte er, man wüsste nie, von wem, wie rasch und für wie lange man unterbrochen würde.“

## Werke
- Ilse Aichinger: Werke. Taschenbuchausgabe in acht Bänden. Hrsg.: Richard Reichensperger. Fischer-Taschenbuch-Verlag, Frankfurt am Main 1991, ISBN 3-596-11049-1.
- Richard Reichensperger (Hrsg.): Vorfreude Wien – Literarische Warnungen. 1945–1995. S. Fischer Verlag, Frankfurt am Main 1995, ISBN 3-10-062914-0.
- Ilse Aichinger: Kleist, Moos, Fasane. Hrsg.: Richard Reichensperger. S. Fischer, Frankfurt am Main 1996, ISBN 978-3-10-000521-2.
- Ilse Aichinger: Eiskristalle. Humphrey Bogart und die Titanic. Hrsg.: Richard Reichensperger. S. Fischer, Frankfurt am Main 1997, ISBN 978-3-10-000500-7.
- Moritz Csáky, Richard Reichensperger (Hrsg.): Literatur als Text der Kultur. Passagen Verlag, Wien 1999, ISBN 978-3-85165-352-6.
- Richard Reichensperger, Christoph Leitgeb: Grillparzer und Musil: Studien zu einer Sprachstilgeschichte österreichischer Literatur. Hrsg.: Walter Weiss. Winter, Heidelberg 2000, ISBN 3-8253-0844-8.